# Forest Buffen Harkness Brown
Forest Buffen Harkness Brown  (1873-1954) fue un botánico y pteridólogo estadounidense.

## Algunas publicaciones

### Libros
- Origin of the Hawaiian flora. 142 pp.
- Flora of Southeastern Polynesia. Bishop Museum Press, Honolulu 1931-35. (3 vol.)

- La abreviatura «F.Br.» se emplea para indicar a Forest Buffen Harkness Brown como autoridad en la descripción y clasificación científica de los vegetales.[1]

Se poseen 193 registros IPNI de sus identificaciones y clasificaciones de nuevas especies, las que publicaba habitualmente en : Bull. Bernice P. Bishop Mus.; Occas. Pap. Bernice Pauahi Bishop Mus.; Proc. Haw. Acad. Sc. Bishop Mus., Honolulu. Spec.; Forest Brown in Bull. Bishop Mus.